# Kara (Karasee)
Die Kara (russisch Кара) ist ein Zufluss der Karasee im Norden Russlands.
Die Kara entsteht am Zusammenfluss von Bolschaja Kara (Большая Кара, 32 km) und Malaja Kara (Малая Кара, 30 km) am Fuß des Polarurals. Sie fließt entlang der Westflanke des Urals in überwiegend nördlicher Richtung und bildet dabei die Grenze zwischen der Republik Komi und dem Autonomen Kreis der Nenzen im Westen sowie dem Autonomen Kreis der Jamal-Nenzen im Osten. Die Kara mündet bei Ust-Kara in die Baidaratabucht (Байдарацкая губа) im Süden der Karasee. Die Kara hat eine Länge von 257 km. Sie entwässert ein Areal von 13.400 km². Zwischen Juni und Oktober ist der Fluss eisfrei. Im Unterlauf ist die Kara schiffbar.

## Grenze Europas
Die Kara ist gemäß der noch immer akzeptierten Definition von Philipp Johann von Strahlenberg einer der Grenzflüsse Europas zu Asien, nördlich des bedeutenderen Ural-Flusses und des gleichnamigen Gebirges. Die Grenze zerteilt somit Eurasien in zwei ungleich große Kontinente, Europa und Asien.